# Овсепян, Саркис Рубенович
Сарки́с Рубени Овсепя́н (арм. Սարգիս Ռուբենի Հովսեփյան; 2 ноября 1972, Ереван, Армянская ССР, СССР) — советский и армянский футболист, армянский футбольный тренер. В период выступлений за «Пюник» (с 2005 года) и сборную Армении (с 2004 года) являлся капитаном команд. Многократный чемпион и рекордсмен Армении в составе «Киликии» и «Пюника».

## Карьера

### В клубах

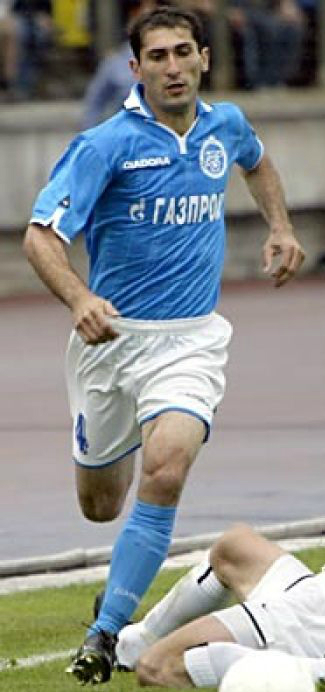
Саркис Овсепян в составе «Зенита»

Начал карьеру в клубе «Малатия» в 1990 году, за который провёл 25 матчей. В 1991 году перешёл в клуб «Лори», сыграв за этот клуб 33 матча. В 1992 году перешёл в «Пюник» и в этом же сезоне стал чемпионом Армении. После окончания сезона был признан лучшим игроком Армении. В 1994 году вместе с командой завоевал серебряные медали чемпионата Армении. В 1995 году Саркис Овсепян вновь был признан лучшим игроком Армении. В 1996 году завоевал титул чемпиона страны, а также выиграл кубок страны. В 1997 году стал серебряным чемпионом страны и выиграл суперкубок Армении.
В 1998 году был замечен скаутами петербургского «Зенита». В этом же году перешёл в «Зенит», став вторым игроком сборной Армении в истории клуба. Уже в 1999 году вместе с командой выиграл Кубок России. В 2001 стал бронзовым призёром, а в 2003 году завоевал серебро чемпионата России и Кубок Премьер-лиги. Всего за клуб сыграл 164 матча и забил 2 гола. Вошёл в список футболистов «Зенита», отыгравших 100 и более матчей за клуб.
в 2003 перешёл в «Торпедо-Металлург», где провёл 14 матчей, но игроком основы стать не смог. После чего был вынужден перейти в «Пюник». В матче 1-го тура чемпионата Армении 2010 года против «Ширака» Овсепян провёл 500-й матч в официальных встречах, став вторым футболистом Армении, который преодолел рубеж в 500 матчей. В данном матче Овсепян мог отметиться голом, но не смог реализовать пенальти.
10 мая 2010 года, одержав победу в составе «Пюника» в финальном матче за Кубок Армении против «Бананца», стал самым возрастным игроком в истории армянского футбола, завоевавшим Кубок страны. В этот день Овсепяну было 37 лет и 189 дней. Этот показатель превзошёл предыдущий, который принадлежал Карену Симоняну, который стал обладателем Кубка в 36 лет и 336 дней (2007 год). Также Овсепяну принадлежит ещё один кубковый рекорд — в общей сложности он провёл в этом турнире 62 игры.
В 2011 году Овсепян с «Пюником» оформил требл, завоевав золото чемпионата, Кубок и Суперкубок Армении.
Завершил карьеру футболиста в 2012 году. Прощальный матч состоялся 14 ноября 2012 года, был награждён медалью мэрии города Еревана. Спустя месяц после завершения карьеры игрока был назначен директором сборной Армении по футболу. В конце 2013 года стал главным тренером «Пюника».

### В сборной
Первый матч за сборную провёл 14 октября 1992 года в домашней игре (это была первая официальная игра сборной Армении в её истории) против сборной Молдовы, закончившаяся 0:0.
В декабре 2010 исполнительный Комитет УЕФА принял решение, что те игроки, которые провели в составе своей национальной команды 100 матчей, получат награды от УЕФА. Таким образом Овсепян, сыгравший свыше 100 матчей в составе сборной Армении, заочно стал обладателем данной награды.
Выступая за сборную Армении с 1992 года, провёл 132 матча и забил 2 мяча, став рекордсменом по сыгранным матчам за национальную команду.
| Матчи и голы Овсепяна за сборную Армении | Матчи и голы Овсепяна за сборную Армении | Матчи и голы Овсепяна за сборную Армении | Матчи и голы Овсепяна за сборную Армении | Матчи и голы Овсепяна за сборную Армении | Матчи и голы Овсепяна за сборную Армении | Матчи и голы Овсепяна за сборную Армении |
| ---------------------------------------- | ---------------------------------------- | ---------------------------------------- | ---------------------------------------- | ---------------------------------------- | ---------------------------------------- | ---------------------------------------- |
| №                                        | Дата                                     | Оппонент                                 | Счёт                                     | Голы Овсепяна                            | Соревнование                             |                                          |
| 1                                        | 14 октября 1992                          | Молдова                                  | 0:0                                      | —                                        | Товарищеский матч                        |                                          |
| 2                                        | 15 мая 1994                              | США                                      | 0:1                                      | —                                        | Товарищеский матч                        |                                          |
| 3                                        | 16 июля 1994                             | Мальта                                   | 1:0                                      | —                                        | Товарищеский матч                        |                                          |
| 4                                        | 7 сентября 1994                          | Бельгия                                  | 0:2                                      | —                                        | Отборочный матч ЧЕ-1996                  |                                          |
| 5                                        | 16 ноября 1994                           | Кипр                                     | 0:2                                      | —                                        | Отборочный матч ЧЕ-1996                  |                                          |
| 6                                        | 26 апреля 1995                           | Испания                                  | 0:2                                      | —                                        | Отборочный матч ЧЕ-1996                  |                                          |
| 7                                        | 10 мая 1995                              | Македония                                | 2:2                                      | —                                        | Отборочный матч ЧЕ-1996                  |                                          |
| 8                                        | 7 июня 1995                              | Испания                                  | 0:1                                      | —                                        | Отборочный матч ЧЕ-1996                  |                                          |
| 9                                        | 16 августа 1995                          | Дания                                    | 0:2                                      | —                                        | Отборочный матч ЧЕ-1996                  |                                          |
| 10                                       | 6 сентября 1995                          | Македония                                | 2:1                                      | —                                        | Отборочный матч ЧЕ-1996                  |                                          |
| 11                                       | 7 октября 1995                           | Бельгия                                  | 0:2                                      | —                                        | Отборочный матч ЧЕ-1996                  |                                          |
| 12                                       | 15 ноября 1995                           | Дания                                    | 1:3                                      | —                                        | Отборочный матч ЧЕ-1996                  |                                          |
| 13                                       | 17 января 1996                           | Марокко                                  | 0:6                                      | —                                        | Товарищеский матч                        |                                          |
| 14                                       | 5 июня 1996                              | Франция                                  | 0:2                                      | —                                        | Товарищеский матч                        |                                          |
| 15                                       | 20 июня 1996                             | Перу                                     | 0:4                                      | —                                        | Товарищеский матч                        |                                          |
| 16                                       | 25 июня 1996                             | Парагвай                                 | 2:1                                      | —                                        | Товарищеский матч                        |                                          |
| 17                                       | 30 июня 1996                             | Эквадора                                 | 0:3                                      | —                                        | Товарищеский матч                        |                                          |
| 18                                       | 31 августа 1996                          | Португалия                               | 0:0                                      | —                                        | Отборочный матч ЧМ-1998                  |                                          |
| 19                                       | 5 октября 1996                           | Северной Ирландия                        | 1:1                                      | —                                        | Отборочный матч ЧМ-1998                  |                                          |
| 20                                       | 9 октября 1996                           | Германия                                 | 1:5                                      | —                                        | Отборочный матч ЧМ-1998                  |                                          |
| 21                                       | 9 ноября 1996                            | Албания                                  | 1:1                                      | —                                        | Отборочный матч ЧМ-1998                  |                                          |
| 22                                       | 4 января 1997                            | Чили                                     | 0:7                                      | —                                        | Товарищеский матч                        |                                          |
| 23                                       | 6 января 1997                            | Парагвай                                 | 0:2                                      | —                                        | Товарищеский матч                        |                                          |
| 24                                       | 30 марта 1997                            | Грузия                                   | 0:7                                      | —                                        | Товарищеский матч                        |                                          |
| 25                                       | 30 апреля 1997                           | Северной Ирландия                        | 0:0                                      | —                                        | Отборочный матч ЧМ-1998                  |                                          |
| 26                                       | 7 мая 1997                               | Украина                                  | 1:1                                      | —                                        | Отборочный матч ЧМ-1998                  |                                          |
| 27                                       | 20 августа 1997                          | Португалия                               | 1:3                                      | —                                        | Отборочный матч ЧМ-1998                  |                                          |
| 28                                       | 6 сентября 1997                          | Албания                                  | 3:0                                      | —                                        | Отборочный матч ЧМ-1998                  |                                          |
| 29                                       | 10 сентября 1997                         | Германия                                 | 0:4                                      | —                                        | Отборочный матч ЧМ-1998                  |                                          |
| 30                                       | 11 октября 1997                          | Украина                                  | 0:2                                      | —                                        | Отборочный матч ЧМ-1998                  |                                          |
| 31                                       | 18 августа 1998                          | Ливан                                    | 1:0                                      | —                                        | Товарищеский матч                        |                                          |
| 32                                       | 5 сентября 1998                          | Андорра                                  | 3:1                                      | —                                        | Отборочный матч ЧЕ-2000                  |                                          |
| 33                                       | 10 октября 1998                          | Исландия                                 | 0:0                                      | —                                        | Отборочный матч ЧЕ-2000                  |                                          |
| 34                                       | 14 октября 1998                          | Украина                                  | 0:2                                      | —                                        | Отборочный матч ЧЕ-2000                  |                                          |
| 35                                       | 3 марта 1999                             | Польша                                   | 0:1                                      | —                                        | Товарищеский матч                        |                                          |
| 36                                       | 27 марта 1999                            | Россия                                   | 0:3                                      | —                                        | Отборочный матч ЧЕ-2000                  |                                          |
| 37                                       | 31 марта 1999                            | Франция                                  | 0:2                                      | —                                        | Отборочный матч ЧЕ-2000                  |                                          |
| 38                                       | 5 июня 1999                              | Исландия                                 | 0:0                                      | —                                        | Отборочный матч ЧЕ-2000                  |                                          |
| 39                                       | 9 июня 1999                              | Украина                                  | 0:0                                      | —                                        | Отборочный матч ЧЕ-2000                  |                                          |
| 40                                       | 4 сентября 1999                          | Россия                                   | 0:2                                      | —                                        | Отборочный матч ЧЕ-2000                  |                                          |
| 41                                       | 8 сентября 1999                          | Франция                                  | 2:3                                      | —                                        | Отборочный матч ЧЕ-2000                  |                                          |
| 42                                       | 2 февраля 2000                           | Молдова                                  | 2:1                                      | —                                        | Товарищеский матч                        |                                          |
| 43                                       | 4 февраля 2000                           | Кипр                                     | 2:3                                      | —                                        | Товарищеский матч                        |                                          |
| 44                                       | 6 февраля 2000                           | Грузия                                   | 1:2                                      | —                                        | Товарищеский матч                        |                                          |
| 45                                       | 26 апреля 2000                           | Грузия                                   | 0:0                                      | —                                        | Товарищеский матч                        |                                          |
| 46                                       | 2 сентября 2000                          | Норвегия                                 | 0:0                                      | —                                        | Отборочный матч ЧМ-2002                  |                                          |
| 47                                       | 7 октября 2000                           | Украина                                  | 2:3                                      | —                                        | Отборочный матч ЧМ-2002                  |                                          |
| 48                                       | 11 октября 2000                          | Беларусь                                 | 1:2                                      | —                                        | Отборочный матч ЧМ-2002                  |                                          |
| 49                                       | 24 марта 2001                            | Уэльс                                    | 2:2                                      | —                                        | Отборочный матч ЧМ-2002                  |                                          |
| 50                                       | 28 марта 2001                            | Польша                                   | 0:4                                      | —                                        | Отборочный матч ЧМ-2002                  |                                          |
| 51                                       | 6 июня 2001                              | Польша                                   | 1:1                                      | —                                        | Отборочный матч ЧМ-2002                  |                                          |
| 52                                       | 1 сентября 2001                          | Уэльс                                    | 0:0                                      | —                                        | Отборочный матч ЧМ-2002                  |                                          |
| 53                                       | 5 сентября 2001                          | Украина                                  | 0:3                                      | —                                        | Отборочный матч ЧМ-2002                  |                                          |
| 54                                       | 6 октября 2001                           | Норвегия                                 | 1:4                                      | —                                        | Отборочный матч ЧМ-2002                  |                                          |
| 55                                       | 7 сентября 2002                          | Украина                                  | 2:2                                      | —                                        | Отборочный матч ЧЕ-2004                  |                                          |
| 56                                       | 16 октября 2002                          | Греция                                   | 0:2                                      | —                                        | Отборочный матч ЧЕ-2004                  |                                          |
| 57                                       | 23 марта 2003                            | Северной Ирландия                        | 1:0                                      | —                                        | Отборочный матч ЧЕ-2004                  |                                          |
| 58                                       | 2 апреля 2003                            | Испания                                  | 0:3                                      | —                                        | Отборочный матч ЧЕ-2004                  |                                          |
| 59                                       | 7 июня 2003                              | Украина                                  | 3:4                                      | —                                        | Отборочный матч ЧЕ-2004                  |                                          |
| 60                                       | 10 сентября 2003                         | Северной Ирландия                        | 1:0                                      | —                                        | Отборочный матч ЧЕ-2004                  |                                          |
| 61                                       | 11 октября 2003                          | Испания                                  | 0:4                                      | —                                        | Отборочный матч ЧЕ-2004                  |                                          |
| 62                                       | 18 февраля 2004                          | Венгрия                                  | 0:2                                      | —                                        | Товарищеский матч                        |                                          |
| 63                                       | 19 февраля 2004                          | Казахстан                                | 3:3                                      | —                                        | Товарищеский матч                        |                                          |
| 64                                       | 21 февраля 2004                          | Грузия                                   | 2:0                                      | —                                        | Товарищеский матч                        |                                          |
| 65                                       | 28 апреля 2004                           | Туркменистан                             | 1:0                                      | —                                        | Товарищеский матч                        |                                          |
| 66                                       | 18 августа 2004                          | Македония                                | 0:3                                      | —                                        | Отборочный матч ЧМ-2006                  |                                          |
| 67                                       | 8 сентября 2004                          | Финляндия                                | 0:2                                      | —                                        | Отборочный матч ЧМ-2006                  |                                          |
| 68                                       | 9 октября 2004                           | Финляндия                                | 1:3                                      | —                                        | Отборочный матч ЧМ-2006                  |                                          |
| 69                                       | 13 октября 2004                          | Чехия                                    | 0:3                                      | —                                        | Отборочный матч ЧМ-2006                  |                                          |
| 70                                       | 17 ноября 2004                           | Румыния                                  | 1:1                                      | —                                        | Отборочный матч ЧМ-2006                  |                                          |
| 71                                       | 18 марта 2005                            | Кувейт                                   | 1:3                                      | —                                        | Товарищеский матч                        |                                          |
| 72                                       | 30 марта 2005                            | Нидерланды                               | 0:2                                      | —                                        | Отборочный матч ЧМ-2006                  |                                          |
| 73                                       | 4 июня 2005                              | Македония                                | 1:2                                      | —                                        | Отборочный матч ЧМ-2006                  |                                          |
| 74                                       | 8 июня 2005                              | Румыния                                  | 0:3                                      | —                                        | Отборочный матч ЧМ-2006                  |                                          |
| 75                                       | 17 августа 2005                          | Иордания                                 | 0:0                                      | —                                        | Товарищеский матч                        |                                          |
| 76                                       | 3 сентября 2005                          | Нидерланды                               | 0:1                                      | —                                        | Отборочный матч ЧМ-2006                  |                                          |
| 77                                       | 7 сентября 2005                          | Чехия                                    | 1:4                                      | —                                        | Отборочный матч ЧМ-2006                  |                                          |
| 78                                       | 28 февраля 2006                          | Румыния                                  | 0:2                                      | —                                        | Товарищеский матч                        |                                          |
| 79                                       | 1 марта 2006                             | Кипр                                     | 0:2                                      | —                                        | Товарищеский матч                        |                                          |
| 80                                       | 6 сентября 2006                          | Бельгия                                  | 0:1                                      | —                                        | Отборочный матч ЧЕ-2008                  |                                          |
| 81                                       | 7 октября 2006                           | Финляндия                                | 0:0                                      | —                                        | Отборочный матч ЧЕ-2008                  |                                          |
| 82                                       | 11 октября 2006                          | Сербия                                   | 0:3                                      | —                                        | Отборочный матч ЧЕ-2008                  |                                          |
| 83                                       | 15 ноября 2006                           | Финляндия                                | 0:1                                      | —                                        | Отборочный матч ЧЕ-2008                  |                                          |
| 84                                       | 15 января 2007                           | Панама                                   | 1:1                                      | —                                        | Товарищеский матч                        |                                          |
| 85                                       | 7 февраля 2007                           | Андорра                                  | 0:0                                      | —                                        | Товарищеский матч                        |                                          |
| 86                                       | 28 марта 2007                            | Польша                                   | 0:1                                      | —                                        | Отборочный матч ЧЕ-2008                  |                                          |
| 87                                       | 2 июня 2007                              | Казахстан                                | 2:1                                      | 1                                        | Отборочный матч ЧЕ-2008                  |                                          |
| 88                                       | 6 июня 2007                              | Польша                                   | 1:0                                      | —                                        | Отборочный матч ЧЕ-2008                  |                                          |
| 89                                       | 22 августа 2007                          | Португалия                               | 1:1                                      | —                                        | Отборочный матч ЧЕ-2008                  |                                          |
| 90                                       | 8 сентября 2007                          | Кипр                                     | 1:3                                      | —                                        | Товарищеский матч                        |                                          |
| 91                                       | 12 сентября 2007                         | Мальта                                   | 1:0                                      | —                                        | Товарищеский матч                        |                                          |
| 92                                       | 13 октября 2007                          | Сербия                                   | 0:0                                      | —                                        | Отборочный матч ЧЕ-2008                  |                                          |
| 93                                       | 17 октября 2007                          | Бельгия                                  | 0:3                                      | —                                        | Отборочный матч ЧЕ-2008                  |                                          |
| 94                                       | 17 ноября 2007                           | Португалия                               | 0:1                                      | —                                        | Отборочный матч ЧЕ-2008                  |                                          |
| 95                                       | 21 ноября 2007                           | Казахстан                                | 0:1                                      | —                                        | Отборочный матч ЧЕ-2008                  |                                          |
| 96                                       | 26 марта 2008                            | Казахстан                                | 1:0                                      | —                                        | Товарищеский матч                        |                                          |
| 97                                       | 28 мая 2008                              | Молдова                                  | 2:2                                      | —                                        | Товарищеский матч                        |                                          |
| 98                                       | 1 июня 2008                              | Греция                                   | 0:0                                      | —                                        | Товарищеский матч                        |                                          |
| 99                                       | 6 сентября 2008                          | Турция                                   | 0:2                                      | —                                        | Отборочный матч ЧМ-2010                  |                                          |
| 100                                      | 10 сентября 2008                         | Испания                                  | 0:4                                      | —                                        | Отборочный матч ЧМ-2010                  |                                          |
| 101                                      | 11 октября 2008                          | Бельгия                                  | 0:2                                      | —                                        | Отборочный матч ЧМ-2010                  |                                          |
| 102                                      | 15 октября 2008                          | Босния и Герцеговина                     | 1:4                                      | —                                        | Отборочный матч ЧМ-2010                  |                                          |
| 103                                      | 11 февраля 2009                          | Латвия                                   | 0:0                                      | —                                        | Товарищеский матч                        |                                          |
| 104                                      | 28 марта 2009                            | Эстония                                  | 2:2                                      | —                                        | Отборочный матч ЧМ-2010                  |                                          |
| 105                                      | 1 апреля 2009                            | Эстония                                  | 0:1                                      | —                                        | Отборочный матч ЧМ-2010                  |                                          |
| 106                                      | 12 августа 2009                          | Молдова                                  | 1:4                                      | —                                        | Товарищеский матч                        |                                          |
| 107                                      | 5 сентября 2009                          | Босния и Герцеговина                     | 0:2                                      | —                                        | Отборочный матч ЧМ-2010                  |                                          |
| 108                                      | 9 сентября 2009                          | Бельгия                                  | 2:1                                      | 1                                        | Отборочный матч ЧМ-2010                  |                                          |
| 109                                      | 10 октября 2009                          | Испания                                  | 1:2                                      | —                                        | Отборочный матч ЧМ-2010                  |                                          |
| 110                                      | 14 октября 2009                          | Турция                                   | 0:2                                      | —                                        | Отборочный матч ЧМ-2010                  |                                          |
| 111                                      | 3 марта 2010                             | Беларусь                                 | 1:3                                      | —                                        | Товарищеский матч                        |                                          |
| 112                                      | 25 мая 2010                              | Узбекистан                               | 3:1                                      | —                                        | Товарищеский матч                        |                                          |
| 113                                      | 11 августа 2010                          | Иран                                     | 1:3                                      | —                                        | Товарищеский матч                        |                                          |
| 114                                      | 3 сентября 2011                          | Ирландия                                 | 0:1                                      | —                                        | Отборочный матч ЧЕ-2012                  |                                          |
| 115                                      | 7 сентября 2010                          | Македония                                | 2:2                                      | —                                        | Отборочный матч ЧЕ-2012                  |                                          |
| 116                                      | 8 октября 2010                           | Словакия                                 | 3:1                                      | —                                        | Отборочный матч ЧЕ-2012                  |                                          |
| 117                                      | 12 октября 2010                          | Андорра                                  | 4:0                                      | —                                        | Отборочный матч ЧЕ-2012                  |                                          |
| 118                                      | 9 февраля 2011                           | Грузия                                   | 1:2                                      | —                                        | Товарищеский матч                        |                                          |
| 119                                      | 26 марта 2011                            | Россия                                   | 0:0                                      | —                                        | Отборочный матч ЧЕ-2012                  |                                          |
| 120                                      | 4 июня 2011                              | Россия                                   | 1:3                                      | —                                        | Отборочный матч ЧЕ-2012                  |                                          |
| 121                                      | 10 августа 2011                          | Литва                                    | 0:3                                      | —                                        | Товарищеский матч                        |                                          |
| 122                                      | 2 сентября 2011                          | Андорра                                  | 3:0                                      | —                                        | Отборочный матч ЧЕ-2012                  |                                          |
| 123                                      | 6 сентября 2011                          | Словакия                                 | 4:0                                      | —                                        | Отборочный матч ЧЕ-2012                  |                                          |
| 124                                      | 7 октября 2011                           | Македония                                | 4:1                                      | —                                        | Отборочный матч ЧЕ-2012                  |                                          |
| 125                                      | 11 октября 2011                          | Ирландия                                 | 1:2                                      | —                                        | Отборочный матч ЧЕ-2012                  |                                          |
| 126                                      | 29 февраля 2012                          | Канада                                   | 3:1                                      | —                                        | Товарищеский матч                        |                                          |
| 127                                      | 31 мая 2012                              | Греция                                   | 0:1                                      | —                                        | Товарищеский матч                        |                                          |
| 128                                      | 5 июня 2012                              | Казахстан                                | 3:0                                      | —                                        | Товарищеский матч                        |                                          |
| 129                                      | 15 августа 2012                          | Беларусь                                 | 1:2                                      | —                                        | Товарищеский матч                        |                                          |
| 130                                      | 7 сентября 2012                          | Мальта                                   | 1:0                                      | —                                        | Отборочный матч ЧМ-2014                  |                                          |
| 131                                      | 11 сентября 2012                         | Болгария                                 | 0:1                                      | —                                        | Отборочный матч ЧМ-2014                  |                                          |
| 132                                      | 14 ноября 2012                           | Литва                                    | 4:2                                      | —                                        | Товарищеский матч                        |                                          |

Итого: 132 матча / 2 гола; 25 побед, 30 ничьих, 77 поражений.

## Тренерская карьера
С января 2014 — главный тренер «Пюника». С ноября 2014 по июнь 2015 — главный тренер молодёжной сборной Армении. С 28 апреля 2015 являлся и. о. главного тренера сборной Армении.

## Достижения

### Командные достижения
«Киликия»
- Чемпион Армении (3): 1992, 1995/96, 1996/97
- Обладатель Кубка Армении (1): 1995/96
- Обладатель Суперкубка Армении (1): 1997
- Финалист Суперкубка Армении (1): 1996

«Зенит» (Санкт-Петербург)
- Бронзовый призёр Чемпионата России (1): 2001
- Обладатель Кубка России (1): 1998/99
- Обладатель Кубка Российской Премьер-лиги (1): 2003

«Пюник»
- Чемпион Армении (7): 2004, 2005, 2006, 2007, 2008, 2009, 2010
- Обладатель Кубка Армении (3): 2004, 2009, 2010
- Финалист Кубка Армении (1): 2006
- Обладатель Суперкубка Армении (6): 2004, 2005, 2007, 2008, 2010, 2011
- Финалист Суперкубка Армении (2): 2006, 2009

### Личные достижения
- Футболист года в Армении (3): 1992, 1995, 2008
- Самый возрастной обладатель Кубка Армении  — 37 лет и 189 дней
- Приз TotalFootball.am за частое попадание в символическую сборную чемпионата: 2010
- Рекордсмен по количеству игр, проведённых за сборную Армении — 132 матча
- Рекордсмен по количеству игр, проведённых в розыгрыше Кубка Армении — 66 матчей
- Медаль Мовсеса Хоренаци (2011)[12]
- Памятная медаль премьер-министра Армении

### Достижения в качестве тренера
- Чемпион Армении (1): 2014/15
- Бронзовый призёр Чемпионата Армении (1): 2015/16
- Обладатель Кубка Армении (2): 2013/14, 2014/15
- Обладатель Суперкубка Армении (1): 2015
- Финалист Суперкубка Армении (2): 2014